# Olympiáda v českém jazyce
Olympiáda v českém jazyce je předmětová soutěž z českého jazyka pro žáky základních a středních škol. Jejím cílem je umožnit talentovaným žákům porovnat úroveň vlastního jazykového a slohového projevu s ostatními. Jejím garantem je Fakulta mezinárodních vztahů Vysoké školy ekonomické v Praze ve spolupráci s Klubem Olympiády v českém jazyce. Soutěž byla zprvu neoficiálně založena v roce 1973, přičemž u jejího zrodu stáli Karel Oliva starší a Marie Čechová, která je členkou ústřední poroty soutěže dodnes. V roce 2025 se koná již 51. ročník olympiády.

## Organizace soutěže
Olympiáda v českém jazyce probíhá ve třech postupových kolech: školním, okresním (v Praze obvodním) a krajském. Jednotlivá postupová škola mají vždy 2 části – jazykovou (mluvnickou), kde soutěžící plní zadané úkoly, a slohovou, kde se píše slohová práce na zadané téma v doporučeném rozsahu 200 až 300 slov. Soutěž završuje celostátní kolo. 
Zadání všech soutěžních kol připravuje Ústřední komise Olympiády v českém jazyce, která také odborně zajišťuje celostátní kolo. Členy Ústřední komise jsou vědečtí a akademičtí pracovníci působící většinou na vysokých školách a ve vědeckých ústavech. Předsedou této komise je Karel Oliva.

## Celostátní kolo
Celostátní kolo je vícedenní (v rozsahu zhruba týdne) a koná se vždy koncem června ve vybrané chatové osadě. Veškeré úkoly, jazykové i slohové, zadává porota v celostátním kole během společných sezení a úkoly se plní průběžně, na zpracování úkolů mají soutěžící zpravidla více než jeden den. Každoročně probíhá i jednodenní exkurze jako východisko pro některý ze zadávaných úkolů. Celostátního kola se pravidelně účastní cca 70 nejúspěšnějších žáků z celé republiky. 
Za dlouhé roky, co je pořádána, si soutěž dokázala vytvořit vlastní, zcela unikátní kulturu. Z nadšených účastníků ústředních kol vznikl Klub Olympiády v českém jazyce, který vydává občasník a pořádá různé akce, mj. také letní tábory.